# Statistieken Professional Darts Corporation
Onderstaande zijn de statistieken van de Professional Darts Corporation (PDC).

## Major toernooien

### Major winnaars 2011 - heden
| Toernooi                     | 2011          | 2012           | 2013           | 2014                       | 2015           | 2016           | 2017                       | 2018                       | 2019              | 2020            | 2021               | 2022            | 2023            | 2024                 | 2025          |
| ---------------------------- | ------------- | -------------- | -------------- | -------------------------- | -------------- | -------------- | -------------------------- | -------------------------- | ----------------- | --------------- | ------------------ | --------------- | --------------- | -------------------- | ------------- |
| PDC World Darts Championship | Lewis         | Lewis          | Taylor         | Van Gerwen                 | Anderson       | Anderson       | Van Gerwen                 | Cross                      | Van Gerwen        | Wright          | Price              | Wright          | M. Smith        | Humphries            | Littler       |
| The Masters                  | Niet gehouden | Niet gehouden  | Taylor         | Wade                       | Van Gerwen     | Van Gerwen     | Van Gerwen                 | Van Gerwen                 | Van Gerwen        | Wright          | Clayton            | Cullen          | Dobey           | Bunting              | Humphries     |
| UK Open                      | Wade          | Thornton       | Taylor         | Lewis                      | Van Gerwen     | Van Gerwen     | Wright                     | Anderson                   | Aspinall          | Van Gerwen      | Wade               | Noppert         | Gilding         | Van den Bergh        | Littler       |
| Premier League Darts         | Anderson      | Taylor         | Van Gerwen     | Van Barneveld              | Anderson       | Van Gerwen     | Van Gerwen                 | Van Gerwen                 | Van Gerwen        | Durrant         | Clayton            | Van Gerwen      | Van Gerwen      | Littler              | Humphries     |
| World Cup of Darts           | Niet gehouden | Taylor & Lewis | Taylor & Lewis | Van Gerwen & Van Barneveld | Taylor & Lewis | Taylor & Lewis | Van Gerwen & Van Barneveld | Van Gerwen & Van Barneveld | Wright & Anderson | Price & Clayton | Wright & Henderson | Heta & Whitlock | Price & Clayton | Humphries & M. Smith | Rock & Gurney |
| World Matchplay              | Taylor        | Taylor         | Taylor         | Taylor                     | Van Gerwen     | Van Gerwen     | Taylor                     | Anderson                   | Cross             | Van den Bergh   | Wright             | Van Gerwen      | Aspinall        | Humphries            | Littler       |
| Champions League of Darts    | Niet gehouden | Niet gehouden  | Niet gehouden  | Niet gehouden              | Niet gehouden  | Taylor         | Suljović                   | Anderson                   | Van Gerwen        | Niet gehouden   | Niet gehouden      | Niet gehouden   | Niet gehouden   | Niet gehouden        | Niet gehouden |
| World Grand Prix             | Taylor        | Van Gerwen     | Taylor         | Van Gerwen                 | Thornton       | Van Gerwen     | Gurney                     | Van Gerwen                 | Van Gerwen        | Price           | Clayton            | Van Gerwen      | Humphries       | De Decker            |               |
| European Darts Championship  | Taylor        | Whitlock       | Lewis          | Van Gerwen                 | Van Gerwen     | Van Gerwen     | Van Gerwen                 | Wade                       | Cross             | Wright          | Cross              | R. Smith        | Wright          | Edhouse              |               |
| Grand Slam of Darts          | Taylor        | Van Barneveld  | Taylor         | Taylor                     | Van Gerwen     | Van Gerwen     | Van Gerwen                 | Price                      | Price             | De Sousa        | Price              | M. Smith        | Humphries       | Littler              |               |
| Championship League Darts    | Taylor        | Taylor         | Taylor         | Niet gehouden              | Niet gehouden  | Niet gehouden  | Niet gehouden              | Niet gehouden              | Niet gehouden     | Niet gehouden   | Niet gehouden      | Niet gehouden   | Niet gehouden   | Niet gehouden        | Niet gehouden |
| Players Championship Finals  | Painter       | Taylor         | Van Gerwen     | Anderson                   | Van Gerwen     | Van Gerwen     | Van Gerwen                 | Gurney                     | Van Gerwen        | Van Gerwen      | Wright             | Van Gerwen      | Humphries       | Humphries            |               |
| World Series of Darts Finals | Niet gehouden | Niet gehouden  | Niet gehouden  | Niet gehouden              | Van Gerwen     | Van Gerwen     | Van Gerwen                 | Wade                       | Van Gerwen        | Price           | Clayton            | Price           | Van Gerwen      | Littler              |               |

### Meest gewonnen Major's
In de onderstaande lijst staan alle spelers die minimaal één keer een PDC Major-toernooi hebben gewonnen,

dit betreft de oude en huidige majors.

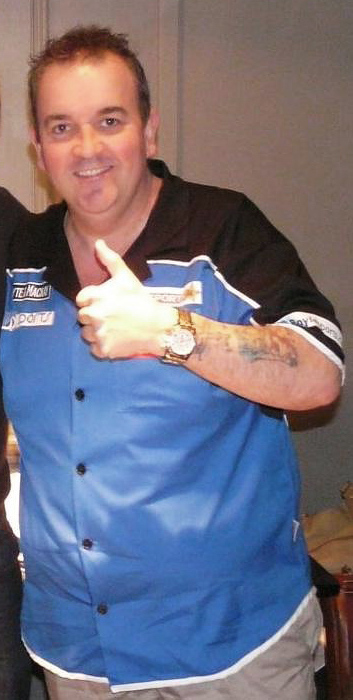
Phil Taylor: 84 overwinningen

| Nr. | Naam                  | Nationaliteit    | Winnaar | Verliezer | Finales | Periode                          |
| --- | --------------------- | ---------------- | ------- | --------- | ------- | -------------------------------- |
| 1.  | Phil Taylor           | Engeland         | 84      | 15        | 99      | 1993-2017                        |
| 2.  | Michael van Gerwen    | Nederland        | 50      | 17        | 67      | 2012–heden                       |
| 3.  | James Wade            | Engeland         | 11      | 17        | 28      | 2004-heden                       |
| 4.  | Peter Wright          | Schotland        | 10      | 16        | 26      | 1995-heden                       |
| 5.  | Raymond van Barneveld | Nederland        | 10      | 9         | 19      | 2006-2020; 2021- heden           |
| 6.  | Gary Anderson         | Schotland        | 9       | 16        | 25      | 2009-heden                       |
| 7.  | Gerwyn Price          | Wales            | 9       | 10        | 19      | 2014-heden                       |
| 8.  | Luke Humphries        | Engeland         | 9       | 3         | 12      | 2011-heden                       |
| 9.  | Adrian Lewis          | Engeland         | 8       | 10        | 18      | 2003-heden                       |
| 10. | Jonny Clayton         | Wales            | 6       | 4         | 10      | 2015-heden                       |
| 11. | Luke Littler          | Engeland         | 6       | 2         | 8       | 2023-heden                       |
| 12. | Rob Cross             | Engeland         | 4       | 8         | 12      | 2016-heden                       |
| 13. | Michael Smith         | Engeland         | 3       | 9         | 12      | 2008-heden                       |
| 14. | John Part             | Canada           | 3       | 7         | 10      | 1997–2020                        |
| 15. | Daryl Gurney          | Noord-Ierland    | 3       | 0         | 3       | 2013-heden                       |
| 16. | Simon Whitlock        | Australië        | 2       | 7         | 9       | 2009-heden                       |
| 17. | Nathan Aspinall       | Engeland         | 2       | 4         | 6       | 2012-heden                       |
| 18. | Dennis Priestley      | Engeland         | 2       | 3         | 5       | 1993-2014                        |
| 19. | Rod Harrington        | Engeland         | 2       | 2         | 4       | 1993-2007                        |
| 20. | Robert Thornton       | Schotland        | 2       | 2         | 4       | 2008-2022                        |
| 21. | Colin Lloyd           | Engeland         | 2       | 1         | 3       | 1999-2015                        |
| 22. | Dimitri Van den Bergh | België           | 2       | 1         | 3       | 2014-heden                       |
| 23. | Peter Manley          | Engeland         | 1       | 4         | 5       | 1996-2012                        |
| 24. | Mensur Suljović       | Oostenrijk       | 1       | 4         | 5       | 1999-heden                       |
| 25. | Alan Warriner-Little  | Engeland         | 1       | 2         | 3       | 1993-2009                        |
| 26. | Paul Nicholson        | Australië        | 1       | 2         | 3       | 2009-2019                        |
| 27. | Kevin Painter         | Engeland         | 1       | 2         | 2       | 2001-2021                        |
| 28. | Roland Scholten       | Nederland        | 1       | 1         | 2       | 2000–2013                        |
| 29. | Colin Osborne         | Engeland         | 1       | 1         | 2       | 2005-heden                       |
| 30. | José de Sousa         | Portugal         | 1       | 1         | 2       | 2011-heden                       |
| 31. | Joe Cullen            | Engeland         | 1       | 1         | 2       | 2008-heden                       |
| 32. | Danny Noppert         | Nederland        | 1       | 1         | 2       | 2018-heden                       |
| 33. | Larry Butler          | Verenigde Staten | 1       | 0         | 1       | 1994-2014                        |
| 34. | Peter Evison          | Engeland         | 1       | 0         | 1       | 1993-2008                        |
| 35. | Co Stompé             | Nederland        | 1       | 0         | 1       | 2008–2015                        |
| 36. | Glen Durrant          | Engeland         | 1       | 0         | 1       | 2019-2022                        |
| 37. | John Henderson        | Schotland        | 1       | 0         | 1       | 2002-2003, 2011-heden            |
| 38. | Ross Smith            | Engeland         | 1       | 0         | 1       | 2005-2006, 2012-2016, 2018-heden |
| 39. | Damon Heta            | Australië        | 1       | 0         | 1       | 2008-heden                       |
| 40. | Chris Dobey           | Engeland         | 1       | 0         | 1       | 2015-heden                       |
| 41. | Andrew Gilding        | Engeland         | 1       | 0         | 1       | 2012-heden                       |
| 42. | Stephen Bunting       | Engeland         | 1       | 0         | 1       | 2014-heden                       |
| 43. | Mike De Decker        | België           | 1       | 0         | 1       | 2014-heden                       |
| 44. | Ritchie Edhouse       | Engeland         | 1       | 0         | 1       | 2015-heden                       |
| 45. | Josh Rock             | Noord-Ierland    | 1       | 0         | 1       | 2022-heden                       |

Bijgewerkt: 27 juli 2025

### Winnaars huidige Major's
Deze statistiek betreft alleen de huidige majors. Spelers in het vet zijn nog actief op het hoogste niveau (in het bezit van een Tour Card).
| Naam                  | Totaal | World Ch'ship | The Masters | Premier League | UK Open | World Cup | World Matchplay | World Grand Prix | European Ch'ship | Grand Slam | Players Ch'ship Finals |
| --------------------- | ------ | ------------- | ----------- | -------------- | ------- | --------- | --------------- | ---------------- | ---------------- | ---------- | ---------------------- |
| Phil Taylor           | 69     | 14            | 1           | 6              | 5       | 4         | 15              | 11               | 4                | 6          | 3                      |
| Michael van Gerwen    | 44     | 3             | 5           | 7              | 3       | 3         | 3               | 6                | 4                | 3          | 7                      |
| Peter Wright          | 10     | 2             | 1           |                | 1       | 2         | 1               |                  | 2                |            | 1                      |
| Raymond van Barneveld | 9      | 1             |             | 1              | 2       | 4         |                 |                  |                  | 1          |                        |
| Luke Humphries        | 9      | 1             | 1           | 1              |         | 1         | 1               | 1                |                  | 1          | 2                      |
| Gary Anderson         | 8      | 2             |             | 2              | 1       | 1         | 1               |                  |                  |            | 1                      |
| James Wade            | 8      |               | 1           | 1              | 2       |           | 1               | 2                | 1                |            |                        |
| Adrian Lewis          | 7      | 2             |             |                | 1       | 3         |                 |                  | 1                |            |                        |
| Gerwyn Price          | 7      | 1             |             |                |         | 2         |                 | 1                |                  | 3          |                        |
| Luke Littler          | 5      | 1             |             | 1              | 1       |           | 1               |                  |                  | 1          |                        |
| Jonny Clayton         | 5      |               | 1           | 1              |         | 2         |                 | 1                |                  |            |                        |
| Rob Cross             | 4      | 1             |             |                |         |           | 1               |                  | 2                |            |                        |
| Michael Smith         | 3      | 1             |             |                |         | 1         |                 |                  |                  | 1          |                        |
| Daryl Gurney          | 3      |               |             |                |         | 1         |                 | 1                |                  |            | 1                      |
| John Part             | 2      | 2             |             |                |         |           |                 |                  |                  |            |                        |
| Rod Harrington        | 2      |               |             |                |         |           | 2               |                  |                  |            |                        |
| Colin Lloyd           | 2      |               |             |                |         |           | 1               | 1                |                  |            |                        |
| Nathan Aspinall       | 2      |               |             |                | 1       |           | 1               |                  |                  |            |                        |
| Dimitri Van den Bergh | 2      |               |             |                | 1       |           | 1               |                  |                  |            |                        |
| Robert Thornton       | 2      |               |             |                | 1       |           |                 | 1                |                  |            |                        |
| Simon Whitlock        | 2      |               |             |                |         | 1         |                 |                  | 1                |            |                        |
| Dennis Priestley      | 1      | 1             |             |                |         |           |                 |                  |                  |            |                        |
| Mike De Decker        | 1      |               |             |                |         |           |                 | 1                |                  |            |                        |
| Alan Warriner-Little  | 1      |               |             |                |         |           |                 | 1                |                  |            |                        |
| José de Sousa         | 1      |               |             |                |         |           |                 |                  |                  | 1          |                        |
| Roland Scholten       | 1      |               |             |                | 1       |           |                 |                  |                  |            |                        |
| Danny Noppert         | 1      |               |             |                | 1       |           |                 |                  |                  |            |                        |
| Andrew Gilding        | 1      |               |             |                | 1       |           |                 |                  |                  |            |                        |
| Ross Smith            | 1      |               |             |                |         |           |                 |                  | 1                |            |                        |
| Ritchie Edhouse       | 1      |               |             |                |         |           |                 |                  | 1                |            |                        |
| Glen Durrant          | 1      |               |             | 1              |         |           |                 |                  |                  |            |                        |
| Co Stompé             | 1      |               |             |                |         | 1         |                 |                  |                  |            |                        |
| John Henderson        | 1      |               |             |                |         | 1         |                 |                  |                  |            |                        |
| Damon Heta            | 1      |               |             |                |         | 1         |                 |                  |                  |            |                        |
| Joe Cullen            | 1      |               | 1           |                |         |           |                 |                  |                  |            |                        |
| Chris Dobey           | 1      |               | 1           |                |         |           |                 |                  |                  |            |                        |
| Stephen Bunting       | 1      |               | 1           |                |         |           |                 |                  |                  |            |                        |
| Josh Rock             | 1      |               |             |                |         | 1         |                 |                  |                  |            |                        |

Bijgewerkt: 27 juli 2025

## Premier League

### Eeuwige ranglijst Premier League
Dit betreft alle wedstrijden sinds 2005 t/m 2019, waaronder de groepsfase en de play-offs

| Naam                  | Land          | Wed | Win | Gel | Ver | Pnt | Deelname | Finalist | Winnaar                                  |
| --------------------- | ------------- | --- | --- | --- | --- | --- | -------- | -------- | ---------------------------------------- |
| Phil Taylor           | Engeland      | 201 | 139 | 31  | 31  | 309 | 13       | 8        | 2005, 2006, 2007, 2008, 2010, 2012       |
| Raymond van Barneveld | Nederland     | 207 | 93  | 37  | 77  | 224 | 14       | 1        | 2014                                     |
| James Wade            | Engeland      | 200 | 85  | 39  | 76  | 205 | 12       | 3        | 2009                                     |
| Adrian Lewis          | Engeland      | 151 | 52  | 26  | 73  | 135 | 9        | 1        |                                          |
| Michael van Gerwen    | Nederland     | 253 | 158 | 23  | 72  | 314 | 12       | 8        | 2013, 2016, 2017, 2018, 2019, 2022, 2023 |
| Gary Anderson         | Schotland     | 174 | 74  | 28  | 72  | 165 | 11       | 2        | 2011, 2015                               |
| Simon Whitlock        | Australië     | 87  | 34  | 12  | 41  | 80  | 6        | 1        |                                          |
| Terry Jenkins         | Engeland      | 70  | 18  | 15  | 37  | 51  | 5        | 1        |                                          |
| Colin Lloyd           | Engeland      | 41  | 17  | 5   | 19  | 39  | 3        | 1        |                                          |
| Dave Chisnall         | Engeland      | 59  | 21  | 11  | 27  | 53  | 4        |          |                                          |
| Peter Wright          | Schotland     | 185 | 62  | 31  | 92  | 150 | 11       | 1        |                                          |
| Robert Thornton       | Schotland     | 46  | 10  | 10  | 26  | 30  | 3        |          |                                          |
| Peter Manley          | Engeland      | 39  | 13  | 5   | 21  | 31  | 4        |          |                                          |
| Roland Scholten       | Nederland     | 41  | 11  | 8   | 22  | 30  | 3        | 1        |                                          |
| Mervyn King           | Engeland      | 30  | 11  | 7   | 12  | 29  | 2        | 1        |                                          |
| Wayne Mardle          | Engeland      | 38  | 8   | 9   | 21  | 27  | 4        |          |                                          |
| Andy Hamilton         | Engeland      | 31  | 10  | 5   | 16  | 25  | 3        |          |                                          |
| Ronnie Baxter         | Engeland      | 26  | 7   | 7   | 12  | 21  | 2        |          |                                          |
| John Part             | Canada        | 38  | 9   | 8   | 21  | 17  | 3        |          |                                          |
| Wes Newton            | Engeland      | 27  | 6   | 5   | 16  | 17  | 2        |          |                                          |
| Dennis Priestley      | Engeland      | 15  | 5   | 3   | 7   | 13  | 1        |          |                                          |
| Kevin Painter         | Engeland      | 14  | 5   | 1   | 8   | 11  | 1        |          |                                          |
| Mark Dudbridge        | Engeland      | 12  | 3   | 2   | 7   | 8   | 1        |          |                                          |
| Stephen Bunting       | Engeland      | 16  | 3   | 5   | 8   | 11  | 1        |          |                                          |
| Jelle Klaasen         | Nederland     | 21  | 2   | 5   | 14  | 9   | 2        |          |                                          |
| Mark Webster          | Wales         | 14  | 2   | 1   | 11  | 5   | 1        |          |                                          |
| Kim Huybrechts        | België        | 18  | 1   | 5   | 12  | 7   | 2        |          |                                          |
| Michael Smith         | Engeland      | 151 | 68  | 10  | 73  | ?   | 7        | 1        |                                          |
| Rob Cross             | Engeland      | 79  | 33  | 9   | 37  | 70  | 5        | 1        |                                          |
| Daryl Gurney          | Noord-Ierland | 49  | 16  | 14  | 19  | 46  | 3        |          |                                          |
| Mensur Suljović       | Oostenrijk    | 25  | 9   | 3   | 13  | 21  | 2        |          |                                          |
| Gerwyn Price          | Wales         | 125 | 55  | 13  | 57  | 108 | 6        | 1        |                                          |
| Glen Durrant          | Engeland      | 27  | 10  | 5   | 12  | 21  | 2        | 1        | 2020                                     |
| Nathan Aspinall       | Engeland      | 92  | 45  | 6   | 41  | 87  | 4        | 1        |                                          |
| Dimitri Van den Bergh | België        | 40  | 15  | 4   | 21  | 32  | 2        |          |                                          |
| Jonny Clayton         | Wales         | 84  | 48  | 2   | 34  | 82  | 3        | 1        | 2021                                     |
| José de Sousa         | Portugal      | 18  | 9   | 4   | 5   | 20  | 1        | 1        |                                          |
| Joe Cullen            | Engeland      | 30  | 15  | 0   | 15  | 24  | 1        | 1        |                                          |
| Chris Dobey           | Engeland      | 23  | 8   | 0   | 15  | 14  | 1        |          |                                          |
| Luke Humphries        | Engeland      | 34  | 21  | 0   | 13  | 36  | 1        | 1        |                                          |
| Luke Littler          | Engeland      | 37  | 25  | 0   | 12  | 40  | 1        | 1        | 2024                                     |

Bijgewerkt: 14 juni 2024 

## World Series of Darts

### World Series of Darts winnaars 2013-heden
| Toernooi                      | 2013          | 2014          | 2015          | 2016          | 2017          | 2018          | 2019          | 2020          | 2021          | 2022          | 2023          | 2024          | 2025          |               |
| ----------------------------- | ------------- | ------------- | ------------- | ------------- | ------------- | ------------- | ------------- | ------------- | ------------- | ------------- | ------------- | ------------- | ------------- | ------------- |
| Dubai Duty Free Darts Masters | Van Gerwen    | Van Gerwen    | Van Gerwen    | G. Anderson   | G. Anderson   | Niet gehouden | Niet gehouden | Niet gehouden | Niet gehouden | Niet gehouden | Niet gehouden | Niet gehouden | Niet gehouden |               |
| Japan Darts Masters           | Niet gehouden | Niet gehouden | Taylor        | G. Anderson   | Niet gehouden | Niet gehouden | Niet gehouden | Niet gehouden | Niet gehouden | Niet gehouden | Niet gehouden | Niet gehouden | Niet gehouden | Niet gehouden |
| Sydney Darts Masters          | Taylor        | Taylor        | Taylor        | Taylor        | Niet gehouden | Niet gehouden | Niet gehouden | Niet gehouden | Niet gehouden | Niet gehouden | Niet gehouden | Niet gehouden | Niet gehouden |               |
| Perth Darts Masters           | Niet gehouden | Taylor        | Taylor        | Van Gerwen    | G. Anderson   | Niet gehouden | Niet gehouden | Niet gehouden | Niet gehouden | Niet gehouden | Niet gehouden | Niet gehouden | Niet gehouden |               |
| Hong Kong Masters             | Niet gehouden | Niet gehouden | Van Barneveld | Niet gehouden | Niet gehouden | Niet gehouden | Niet gehouden | Niet gehouden | Niet gehouden | Niet gehouden | Niet gehouden | Niet gehouden | Niet gehouden |               |
| Singapore Darts Masters       | Niet gehouden | Van Gerwen    | Niet gehouden | Niet gehouden | Niet gehouden | Niet gehouden | Niet gehouden | Niet gehouden | Niet gehouden | Niet gehouden | Niet gehouden | Niet gehouden | Niet gehouden |               |
| Auckland Darts Masters        | Niet gehouden | Niet gehouden | Lewis         | G. Anderson   | K. Anderson   | Van Gerwen    | Niet gehouden | Niet gehouden | Niet gehouden | Niet gehouden | Niet gehouden | Niet gehouden | Niet gehouden |               |
| Shanghai Darts Masters        | Niet gehouden | Niet gehouden | Niet gehouden | Van Gerwen    | Van Gerwen    | M. Smith      | Niet gehouden | Niet gehouden | Niet gehouden | Niet gehouden | Niet gehouden | Niet gehouden | Niet gehouden | Niet gehouden |
| US Darts Masters              | Niet gehouden | Niet gehouden | Niet gehouden | Niet gehouden | Van Gerwen    | G. Anderson   | Aspinall      | Niet gehouden | Niet gehouden | M. Smith      | Van Gerwen    | Cross         | Humphries     |               |
| Melbourne Darts Masters       | Niet gehouden | Niet gehouden | Niet gehouden | Niet gehouden | Taylor        | Wright        | Van Gerwen    | Niet gehouden | Niet gehouden | Niet gehouden | Niet gehouden | Niet gehouden | Niet gehouden |               |
| German Darts Masters          | Niet gehouden | Niet gehouden | Niet gehouden | Niet gehouden | Wright        | Suljović      | Wright        | Niet gehouden | Niet gehouden | Niet gehouden | Niet gehouden | Niet gehouden | Niet gehouden |               |
| Brisbane Darts Masters        | Niet gehouden | Niet gehouden | Niet gehouden | Niet gehouden | Niet gehouden | Cross         | Heta          | Niet gehouden | Niet gehouden | Niet gehouden | Niet gehouden | Niet gehouden | Niet gehouden |               |
| New Zealand Darts Masters     | Niet gehouden | Niet gehouden | Niet gehouden | Niet gehouden | Niet gehouden | Niet gehouden | Van Gerwen    | Niet gehouden | Niet gehouden | Price         | Cross         | Humphries     | Littler       |               |
| Nordic Darts Masters          | Niet gehouden | Niet gehouden | Niet gehouden | Niet gehouden | Niet gehouden | Niet gehouden | Niet gehouden | Niet gehouden | Van Gerwen    | Van den Bergh | Wright        | Price         | Bunting       |               |
| Dutch Darts Masters           | Niet gehouden | Niet gehouden | Niet gehouden | Niet gehouden | Niet gehouden | Niet gehouden | Niet gehouden | Niet gehouden | Niet gehouden | Van den Bergh | Niet gehouden | Van Gerwen    | Cross         |               |
| Queensland Darts Masters      | Niet gehouden | Niet gehouden | Niet gehouden | Niet gehouden | Niet gehouden | Niet gehouden | Niet gehouden | Niet gehouden | Niet gehouden | Van Gerwen    | Niet gehouden | Niet gehouden | Niet gehouden |               |
| New South Wales Darts Masters | Niet gehouden | Niet gehouden | Niet gehouden | Niet gehouden | Niet gehouden | Niet gehouden | Niet gehouden | Niet gehouden | Niet gehouden | Clayton       | Cross         | Niet gehouden | Niet gehouden |               |
| Bahrain Darts Masters         | Niet gehouden | Niet gehouden | Niet gehouden | Niet gehouden | Niet gehouden | Niet gehouden | Niet gehouden | Niet gehouden | Niet gehouden | Niet gehouden | M. Smith      | Littler       | Bunting       |               |
| Poland Darts Masters          | Niet gehouden | Niet gehouden | Niet gehouden | Niet gehouden | Niet gehouden | Niet gehouden | Niet gehouden | Niet gehouden | Niet gehouden | Niet gehouden | Van Gerwen    | Littler       | Price         |               |
| Australian Darts Masters      | Niet gehouden | Niet gehouden | Niet gehouden | Niet gehouden | Niet gehouden | Niet gehouden | Niet gehouden | Niet gehouden | Niet gehouden | Niet gehouden | Niet gehouden | Price         | Littler       |               |
| World Series of Darts Finals  | Niet gehouden | Niet gehouden | Van Gerwen    | Van Gerwen    | Van Gerwen    | Wade          | Van Gerwen    | Price         | Clayton       | Price         | Van Gerwen    | Littler       |               |               |

### Meest gewonnen finales World Series of Darts
De World Series of Darts wordt georganiseerd sinds 2013, in de onderstaande lijst staan alle spelers die minimaal één keer een World Series of Darts finale hebben gespeeld. (Dit zijn Major-toernooien, maar alsnog een aparte statistiek hiervoor.)
| #   | Naam                  | Nationaliteit | Winnaar | Verliezer | Finales | Periode               |
| --- | --------------------- | ------------- | ------- | --------- | ------- | --------------------- |
| 1.  | Michael van Gerwen    | Nederland     | 21      | 8         | 29      | 2007-heden            |
| 2.  | Phil Taylor           | Engeland      | 8       | 4         | 12      | 1993-2017             |
| 3.  | Gary Anderson         | Schotland     | 6       | 2         | 8       | 2006-heden            |
| 4.  | Raymond van Barneveld | Nederland     | 1       | 5         | 6       | 2006-2019, 2021-heden |
| 5.  | Peter Wright          | Schotland     | 4       | 4         | 8       | 2004-heden            |
| 6.  | Simon Whitlock        | Australië     | 0       | 1         | 1       | 2009-heden            |
| 7.  | Stephen Bunting       | Engeland      | 1       | 2         | 3       | 2014-heden            |
| 8.  | James Wade            | Engeland      | 1       | 3         | 4       | 2004-heden            |
| 9.  | Adrian Lewis          | Engeland      | 1       | 2         | 3       | 2002-heden            |
| 10. | Dave Chisnall         | Engeland      | 0       | 2         | 2       | 2012-heden            |
| 11. | Daryl Gurney          | Noord-Ierland | 0       | 2         | 2       | 2013-heden            |
| 12. | Kyle Anderson         | Australië     | 1       | 0         | 1       | 2012-2021             |
| 13. | Corey Cadby           | Australië     | 0       | 1         | 1       | 2016-2020             |
| 14. | Mensur Suljović       | Oostenrijk    | 1       | 0         | 1       | 2007-heden            |
| 15. | Dimitri Van den Bergh | België        | 2       | 3         | 5       | 2013-heden            |
| 16. | Rob Cross             | Engeland      | 5       | 6         | 11      | 2016-heden            |
| 17. | Michael Smith         | Engeland      | 3       | 4         | 7       | 2008-heden            |
| 18. | Nathan Aspinall       | Engeland      | 1       | 2         | 3       | 2012-heden            |
| 19. | Gabriel Clemens       | Duitsland     | 0       | 1         | 1       | 2018-heden            |
| 20. | Damon Heta            | Australië     | 1       | 2         | 3       | 2008-heden            |
| 21. | Danny Noppert         | Nederland     | 0       | 1         | 1       | 2018-heden            |
| 22. | Gerwyn Price          | Wales         | 5       | 5         | 10      | 2014-heden            |
| 23. | Fallon Sherrock       | Engeland      | 0       | 1         | 1       | 2021-heden            |
| 24. | Jonny Clayton         | Wales         | 2       | 1         | 3       | 2015-heden            |
| 25. | Dirk van Duijvenbode  | Nederland     | 0       | 2         | 2       | 2011-heden            |
| 26. | Jeff Smith            | Canada        | 0       | 1         | 1       | 2012-2013, 2018-heden |
| 27. | Luke Littler          | Engeland      | 3       | 2         | 5       | 2023-heden            |
| 28. | Luke Humphries        | Engeland      | 1       | 0         | 1       | 2011-heden            |

Bijgewerkt: 25 januari 2025

## Europese tour

### Meest gewonnen finale's Europese tour

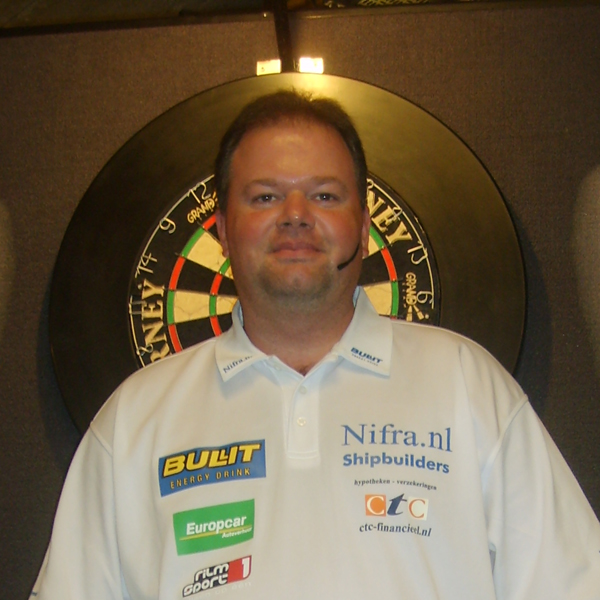
Raymond van Barneveld: winnaar van één Europees toernooi

De Europese tour wordt georganiseerd sinds 2012, in de onderstaande lijst staan alle spelers die minimaal één keer een Europese tour finale hebben gespeeld.
| Nr. | Naam                  | Nationaliteit | Winnaar | Verliezer | Finales |
| --- | --------------------- | ------------- | ------- | --------- | ------- |
| 1.  | Michael van Gerwen    | Nederland     | 38      | 12        | 50      |
| 2.  | Phil Taylor           | Engeland      | 4       | -         | 4       |
| 3.  | Simon Whitlock        | Australië     | 2       | 4         | 6       |
| 4.  | Dave Chisnall         | Engeland      | 8       | 7         | 15      |
| 5.  | Mervyn King           | Engeland      | 1       | 3         | 4       |
| 6.  | Peter Wright          | Schotland     | 9       | 11        | 20      |
| 7.  | Gary Anderson         | Schotland     | 3       | 2         | 5       |
| 8.  | Steve Beaton          | Engeland      | 1       | 3         | 4       |
| 9.  | Michael Smith         | Engeland      | 6       | 5         | 11      |
| 10. | Justin Pipe           | Engeland      | 1       | 2         | 3       |
| 11. | John Part             | Canada        | 1       | -         | 1       |
| 12. | Raymond van Barneveld | Nederland     | 1       | -         | 1       |
| 13. | Vincent van der Voort | Nederland     | 1       | -         | 1       |
| 14. | Adrian Lewis          | Engeland      | 1       | 1         | 2       |
| 15. | Wes Newton            | Engeland      | 1       | -         | 1       |
| 16. | Kim Huybrechts        | België        | 1       | 4         | 5       |
| 17. | Paul Nicholson        | Australië     | -       | 2         | 2       |
| 18. | Ian White             | Engeland      | 3       | 3         | 6       |
| 19. | Brendan Dolan         | Noord-Ierland | -       | 1         | 1       |
| 20. | James Wade            | Engeland      | 1       | 3         | 4       |
| 21. | Stuart Kellett        | Engeland      | -       | 1         | 1       |
| 22. | Jamie Lewis           | Wales         | -       | 1         | 1       |
| 23. | Jamie Caven           | Engeland      | -       | 1         | 1       |
| 24. | Terry Jenkins         | Engeland      | -       | 1         | 1       |
| 25. | John Henderson        | Schotland     | -       | 1         | 1       |
| 26. | Benito van de Pas     | Nederland     | -       | 2         | 2       |
| 27. | Robert Thornton       | Schotland     | 1       | -         | 1       |
| 28. | Daryl Gurney          | Noord-Ierland | 1       | 1         | 2       |
| 29. | Mensur Suljović       | Oostenrijk    | 3       | 4         | 7       |
| 30. | Alan Norris           | Engeland      | 1       | -         | 1       |
| 31. | Jelle Klaasen         | Nederland     | -       | 2         | 2       |
| 32. | Rob Cross             | Engeland      | 2       | 8         | 10      |
| 33. | Max Hopp              | Duitsland     | 1       | -         | 1       |
| 34. | Jonny Clayton         | Wales         | 3       | 2         | 5       |
| 35. | Gerwyn Price          | Wales         | 9       | 2         | 11      |
| 36. | Steve Lennon          | Ierland       | -       | 1         | 1       |
| 37. | William O'Connor      | Ierland       | -       | 2         | 2       |
| 38. | James Wilson          | Engeland      | -       | 1         | 1       |
| 39. | Ricky Evans           | Engeland      | -       | 2         | 2       |
| 40. | Chris Dobey           | Engeland      | -       | 1         | 1       |
| 41. | Jamie Hughes          | Engeland      | 1       | -         | 1       |
| 42. | Stephen Bunting       | Engeland      | 1       | 2         | 3       |
| 43. | Joe Cullen            | Engeland      | 3       | 1         | 4       |
| 44. | Krzysztof Ratajski    | Polen         | 2       | -         | 2       |
| 45. | Devon Petersen        | Zuid-Afrika   | 1       | -         | 1       |
| 46. | José de Sousa         | Portugal      | 1       | -         | 1       |
| 47. | Luke Humphries        | Engeland      | 7       | 6         | 13      |
| 48. | Martin Lukeman        | Engeland      | -       | 1         | 1       |
| 49. | Danny Noppert         | Nederland     | -       | 2         | 2       |
| 50. | Dimitri Van den Bergh | België        | -       | 2         | 2       |
| 51. | Rowby-John Rodriguez  | Oostenrijk    | -       | 1         | 1       |
| 52. | Andrew Gilding        | Engeland      | -       | 2         | 2       |
| 53. | Damon Heta            | Australië     | 1       | 1         | 2       |
| 54. | Dirk van Duijvenbode  | Nederland     | -       | 2         | 2       |
| 55. | Nathan Aspinall       | Engeland      | 2       | 2         | 4       |
| 56. | Josh Rock             | Noord-Ierland | 1       | 1         | 2       |
| 57. | Ricardo Pietreczko    | Duitsland     | 1       | 1         | 2       |
| 58. | Luke Littler          | Engeland      | 3       | 1         | 4       |
| 59. | Martin Schindler      | Duitsland     | 3       | -         | 3       |
| 60. | Ross Smith            | Engeland      | -       | 3         | 3       |
| 61. | Gian van Veen         | Nederland     | -       | 2         | 2       |
| 62. | Ryan Searle           | Engeland      | -       | 1         | 1       |
| 63. | Mike De Decker        | België        | -       | 1         | 1       |
| 64. | Ryan Joyce            | Engeland      | -       | 1         | 1       |
| 65. | Niko Springer         | Duitsland     | -       | 1         | 1       |

Bijgewerkt: 13 juli 2025

## Top tien

### Gewonnen prijzengeld
Dit betreft het gewonnen prijzengeld in alle toernooien, en bij alle bonden gedurende de gehele carrière.
| Plaats | Land               | Speler                | Prijzengeld |
| ------ | ------------------ | --------------------- | ----------- |
| 1.     | Vlag van Nederland | Michael van Gerwen    | £8,284,667  |
| 2.     | Vlag van Engeland  | Phil Taylor           | £7,634,754  |
| 3.     | Vlag van Schotland | Gary Anderson         | £4,044,772  |
| 4.     | Vlag van Nederland | Raymond van Barneveld | £3,510,128  |
| 5.     | Vlag van Schotland | Peter Wright          | £3,433,888  |
| 6.     | Vlag van Engeland  | James Wade            | £3,427,643  |
| 7.     | Vlag van Engeland  | Adrian Lewis          | £3,111,634  |
| 8.     | Vlag van Australië | Simon Whitlock        | £2,122,399  |
| 9.     | Vlag van Engeland  | Dave Chisnall         | £1,944,165  |
| 10.    | Vlag van Engeland  | Mervyn King           | £1,732,358  |

Bijgewerkt: 19 juni 2020 https://web.archive.org/web/20100201200205/http://www.dartsdatabase.co.uk/PlayerStats.aspx

### Hoogste gemiddelde op een PDC-televisietoernooi
| Gem.   | Speler             | Uitslag | Tegenstander   | Toernooi                  | Jaar |
| ------ | ------------------ | ------- | -------------- | ------------------------- | ---- |
| 123.40 | Michael van Gerwen | 7-1     | Michael Smith  | Premier League Darts      | 2016 |
| 120.24 | Kim Huybrechts     | 4-1     | Paul Lim       | World Cup of Darts        | 2017 |
| 121.86 | Michael van Gerwen | 6-0     | Steve Beaton   | Championship League Darts | 2012 |
| 120.86 | Phil Taylor        | 6-3     | Mervyn King    | Championship League Darts | 2011 |
| 120.24 | Phil Taylor        | 6-0     | Paul Nicholson | Championship League Darts | 2012 |
| 118.66 | Phil Taylor        | 9-0     | Kevin Painter  | UK Open                   | 2010 |
| 117.94 | Michael van Gerwen | 6-2     | Gary Anderson  | German Darts Championship | 2015 |
| 117.35 | Phil Taylor        | 8-4     | Simon Whitlock | Premier League            | 2012 |
| 116.90 | Michael van Gerwen | 7-0     | James Wade     | Premier League Darts      | 2015 |
| 116.10 | Phil Taylor        | 8-1     | James Wade     | Premier League            | 2012 |
| 116.01 | Phil Taylor        | 8-3     | John Part      | Premier League            | 2009 |
| 115.62 | Phil Taylor        | 10-0    | Mark Lawrence  | UK Open                   | 2009 |

Bijgewerkt: 2 januari 2017

## Nummer één positie op de PDC-wereldranglijst
* Huidige nummer één.
Negen spelers hebben de nummer 1-positie op de PDC-wereldranglijst bereikt.
| Plaats | Land               | Speler                | Jaren   | Maanden |
| ------ | ------------------ | --------------------- | ------- | ------- |
| 1.     | Vlag van Engeland  | Phil Taylor           | 10 jaar | 10      |
| 2.     | Vlag van Nederland | Michael van Gerwen    | 7 jaar  | 0       |
| 3.     | Vlag van Engeland  | Alan Warriner-Little  | 4 jaar  | 7       |
| 4.     | Vlag van Engeland  | Rod Harrington        | 3 jaar  | 6       |
| 5.     | Vlag van Engeland  | Colin Lloyd           | 1 jaar  | 10      |
| 6.     | Vlag van Engeland  | Peter Manley          | 1 jaar  | 1       |
| 7.     | Vlag van Canada    | John Part             | 0 jaar  | 7       |
| 8.     | Vlag van Nederland | Raymond van Barneveld | 0 jaar  | 6       |
| 9.     | Vlag van Engeland  | Dennis Priestley      | 0 jaar  | 6       |

Bijgewerkt tot: 26 mei 2021

## Meeste9-darters
- Alleen gegooid op PDC-televisietoernooien.

| Naam                  | Totaal |
| --------------------- | ------ |
| Phil Taylor           | 11     |
| Michael van Gerwen    | 7      |
| Raymond van Barneveld | 5      |
| Adrian Lewis          | 5      |
| Gerwyn Price          | 4      |
| Gary Anderson         | 3      |
| James Wade            | 3      |
| Mervyn King           | 2      |
| Kyle Anderson         | 2      |
| Jonny Clayton         | 2      |
| José de Sousa         | 2      |
| Brendan Dolan         | 1      |
| Kim Huybrechts        | 1      |
| Terry Jenkins         | 1      |
| John Part             | 1      |
| Robert Thornton       | 1      |
| Simon Whitlock        | 1      |
| Wes Newton            | 1      |
| Dean Winstanley       | 1      |
| Dave Chisnall         | 1      |
| Alan Norris           | 1      |
| Dimitri Van den Bergh | 1      |
| Michael Smith         | 1      |
| Peter Wright          | 1      |
| William Borland       | 1      |
| Darius Labanauskas    | 1      |
|                       |        |
| Totaal                | 60     |

| Jaar | Aantal | Naam                                                                                           |
| ---- | ------ | ---------------------------------------------------------------------------------------------- |
| 2002 | 1      | Phil Taylor                                                                                    |
| 2003 | -      |                                                                                                |
| 2004 | 1      | Phil Taylor                                                                                    |
| 2005 | 1      | Phil Taylor                                                                                    |
| 2006 | 1      | Raymond van Barneveld                                                                          |
| 2007 | 3      | Phil Taylor 2x, Michael van Gerwen                                                             |
| 2008 | 2      | Phil Taylor, James Wade                                                                        |
| 2009 | 3      | Raymond van Barneveld 2x, Mervyn King                                                          |
| 2010 | 5      | Phil Taylor 2x, Raymond van Barneveld 2x Mervyn King                                           |
| 2011 | 4      | Adrian Lewis 2x John Part, Brendan Dolan                                                       |
| 2012 | 7      | Michael van Gerwen 2x, Phil Taylor, Wes Newton, Dean Winstanley, Gary Anderson, Simon Whitlock |
| 2013 | 2      | Terry Jenkins, Kyle Anderson                                                                   |
| 2014 | 6      | Phil Taylor, Michael van Gerwen, Adrian Lewis, Robert Thornton, James Wade, Kim Huybrechts     |
| 2015 | 2      | Phil Taylor, Dave Chisnall                                                                     |
| 2016 | 4      | Gary Anderson, Michael van Gerwen, Adrian Lewis, Alan Norris                                   |
| 2017 | 2      | Adrian Lewis, Kyle Anderson                                                                    |
| 2018 | 2      | Gary Anderson, Dimitri Van den Bergh                                                           |
| 2019 | 1      | Michael van Gerwen                                                                             |
| 2020 | 6      | Michael Smith, Jonny Clayton, Michael van Gerwen, Peter Wright, José de Sousa, James Wade      |
| 2021 | 4      | Jonny Clayton, José de Sousa, William Borland, Darius Labanauskas                              |
| 2022 | 4      | Gerwyn Price 4x                                                                                |

## PDC Awards Dinner
Het PDC Awards Dinner is een ceremonie die ieder jaar in januari wordt georganiseerd door de Professional Darts Corporation. De uitreiking van de prijzen wordt sinds 2007 gehouden in het Dorchester Hotel in Londen.
Bij deze ceremonie kunnen de volgende onderscheidingen worden gewonnen:
- PDC speler van het jaar, gekozen door de PDC
- PDPA Speler van het jaar, gekozen door de Spelers
- Fans Speler van het jaar, gekozen door de fans
- PDC Jeugdspeler van het jaar, gekozen door de bond
- ProTour Speler van het jaar, best gepresteerd in de ProTour
- PDC nieuwkomer van het jaar, gekozen door de PDC
- PDC Televisie Performance van het jaar, gekozen door de PDC

| Jaar | PDC speler v/h jaar               | PDC jonge speler v/h jaar | PDC nieuwkomer v/h jaar | PDC Fans speler v/h jaar | PDPA speler v/h jaar | PDC ProTour speler v/h jaar | PDC Televisie Performance v/h jaar                                                        | PDC Hall of Fame           |
| ---- | --------------------------------- | ------------------------- | --- | ------------------------ | -------------------- | --------------------------- | ----------------------------------------------------------------------------------------- | -------------------------- |
| 2007 | Phil Taylor                       | James Wade                | Raymond van Barneveld | Raymond van Barneveld    | Dennis Priestley     | niet uitgereikt             | Roland Scholten vs Raymond van Barneveld halve finale Premier League Darts                | Phil Jones & John Raby     |
| 2008 | James Wade                        | Kirk Shepherd             | Mervyn King | Phil Taylor              | James Wade           | niet uitgereikt             | Kevin McDine vs James Wade in 2R Grand Slam of Darts                                      | Sid Waddell & Dave Lanning |
| 2009 | Phil Taylor                       | James Wade                | Robert Thornton | Phil Taylor              | Phil Taylor          | Phil Taylor                 | James Wade vs Wayne Mardle in de halve finale van de World Matchplay                      | Dennis Priestley           |
| 2010 | Phil Taylor                       | Adrian Lewis              | Simon Whitlock | Phil Taylor              | Phil Taylor          | Phil Taylor                 | Mervyn King vs Phil Taylor halve finale Premier League                                    | Dick Allix & Tommy Cox     |
| 2011 | Phil Taylor                       | Arron Monk                | Mark Hylton | Phil Taylor              | Simon Whitlock       | Simon Whitlock              | Adrian Lewis vs Gary Anderson finale World Championship                                   | Phil Taylor                |
| 2012 | Phil Taylor                       | Michael van Gerwen        | Dave Chisnall | Phil Taylor              | Justin Pipe          | Gary Anderson               | Adrian Lewis vs James Wade halve finale World Championship                                | n.v.t.                     |
| 2013 | Phil Taylor                       | Michael van Gerwen        | Dean Winstanley | Michael van Gerwen       | Michael van Gerwen   | Dave Chisnall               | Raymond van Barneveld vs Michael van Gerwen finale Grand Slam of Darts                    | Bruce Spendley             |
| 2014 | Michael van Gerwen                | Michael Smith             | niet uitgereikt | Michael van Gerwen       | Peter Wright         | Michael van Gerwen          | Simon Whitlock vs Jamie Caven kwartfinale European Championship                           | John Gwynne                |
| 2015 | Gary Anderson                     | Keegan Brown              | Stephen Bunting | Gary Anderson            | Gary Anderson        | Gary Anderson               | James Wade vs Mervyn King finale Masters                                                  | n.v.t.                     |
| 2016 | Gary Anderson, Michael van Gerwen | Michael Smith             | Alan Norris | Gary Anderson            | Michael van Gerwen   | Michael van Gerwen          | Robert Thornton vs Michael van Gerwen finale World Grand Prix                             | n.v.t.                     |
| 2017 | Michael van Gerwen                | Benito van de Pas         | De categorie Nieuwkomer van het jaar werd dit jaar vervangen door Meest verbeterde speler. Mensur Suljović won deze titel. | Michael van Gerwen       | Michael van Gerwen   | Michael van Gerwen          | Phil Taylor tijdens de Champions League of Darts                                          | John Part                  |
| 2018 | Michael van Gerwen                | Dimitri Van den Bergh     | Rob Cross | Rob Cross                | Rob Cross            | Peter Wright                | Rob Cross tegen Michael van Gerwen in de halve finale van het World Darts Championship    | Dave Clark                 |
| 2019 | Michael van Gerwen                | Max Hopp                  | Luke Humphries | Gary Anderson            | Michael Smith        | Michael van Gerwen          | Daryl Gurney tegen Michael van Gerwen in de finale van Players Championship Finals        | Rod Harrington             |
| 2020 | Michael van Gerwen                | Luke Humphries            | Glen Durrant | Peter Wright             | Peter Wright         | Michael van Gerwen          | Peter Wright tegen Michael van Gerwen in de finale van het World Darts Championship       | n.v.t.                     |
| 2021 | Gerwyn Price                      | Callan Rydz               | Damon Heta | Gerwyn Price             | Gerwyn Price         | Gerwyn Price                | Dave Chisnall tegen Michael van Gerwen in de kwartfinale van het World Darts Championship | Barry Hearn                |
| 2022 | Peter Wright                      | Rusty-Jake Rodriguez      | Alan Soutar | Jonny Clayton            | Jonny Clayton        | Gerwyn Price                | Michael Smith tegen Jonny Clayton in de vierde ronde van het World Darts Championship     | n.v.t.                     |
| 2023 | Michael Smith                     | Josh Rock                 | Josh Rock | Michael Smith            | Michael Smith        | Luke Humphries              | Ross Smith tegen Michael Smith in de finale van het European Darts Championship           | n.v.t.                     |
| 2024 | Luke Humphries                    | Luke Littler              | Gian van Veen | Luke Humphries           | Luke Humphries       | Dave Chisnall               | Luke Littler tegen Rob Cross in de halve finale van het World Darts Championship          | Russ Bray                  |
| 2025 | Luke Littler                      | Luke Littler              | Luke Littler | Luke Littler             | Luke Littler         | Dave Chisnall               | Mike De Decker tegen Luke Humphries in de finale van de World Grand Prix                  | n.v.t.                     |